# Joyce Chepchumba
Joyce Chepchumba (Kericho, 6 de novembro de 1970) é uma fundista queniana e uma das primeiras atletas daquele país a conquistar vitórias nas principais provas de longa distância internacionais.
Medalha de bronze na maratona dos Jogos Olímpicos de Sydney 2000, em sua carreira venceu a Maratona de Londres (1997–1999), a Maratona de Chicago (1998–1999), a Maratona de Nova York (2002), além da Maratona Internacional Feminina de Tóquio, em 2000. Também foi vitoriosa nas meia-maratonas de Berlim, que venceu por quatro vezes (1999–2000–2001–2004) e a de Lisboa (2004).